# 火の国酒造
火の国酒造株式会社（ひのくにしゅぞう）は、かつて熊本県熊本市（旧・下益城郡城南町）に本社を置いた日本の醸造企業である。2013年8月1日に酒造事業を株式会社美少年へ事業譲渡、酒類製造免許を熊本西税務署へ返納し、酒造事業から撤退した。事業譲渡後の2014年5月20日に熊本地方裁判所から破産開始決定を受けた。破産時の社長は中野詔勅。旧社名は美少年酒造株式会社。
「美少年」の銘柄で日本酒を製造・販売したほか、焼酎も製造していた。

## 沿革
- 1752年 - 本家である下田家（本薩摩屋）が、肥後藩主細川重賢（霊感公）より命をうけ、肥後国隈庄の地で酒造りを始める。
- 1879年 - 造り酒屋だった下田幸次郎の三男求太郎が分家して、緒方酒造場を設立（創業）。
- 1920年 - 二代目・緒方求太郎、緒方酒造場を法人組織とし、南薫酒造株式会社を設立、清酒「美少年」発売。
- 1950年 - 美少年酒造株式会社に社名変更。
- 1967年 - 東京営業所を開設。
- 2000年 - モンドセレクションのグランドゴールドメダルを受賞（2004年まで7年連続受賞）。
- 2008年9月30日  - 三笠フーズ株式会社による事故米不正転売問題に関連し、酒類総合研究所は、事故米で製造した可能性がある美少年酒造の焼酎、清酒計26点を対象に分析を行い、清酒1点から、基準値を大幅に下回る農薬を検出したと発表。他の25点からは検出されなかった[1]。
- 2008年9月 - 三笠フーズ株式会社による事故米不正転売問題に関連して、商品自主回収（後述）。
- 2009年3月31日  - 三笠フーズ株式会社による事故米不正転売問題に関連し、美少年酒造が「裏金」受領していたこと明らかになり、緒方直明社長が記者会見[2]。
- 2009年4月17日 - 民事再生法の適用を申請。負債金額は19億円[3]。
- 2009年4月22日 - 重光産業、エヌ・エル・エー、日本食品機能分析研究所、アイマックの4社が、美少年酒造の支援を表明[4]。
- 2009年7月3日 - 臨時株主総会、取締役会を経て、緒方直明代表取締役を含む全役員が退任し、重光産業の重光克昭、エヌ・エル・エーの千堂順子、日本食品機能分析研究所の津崎慎二、アイマックの神屋直邦の4名が代表取締役に就任（代表取締役社長は重光克昭）。
- 2009年7月28日 - 臨時株主総会で、同年10月1日付で商号（社名）を変更する定款変更を決議[5]。
- 2009年10月1日 - 火の国酒造株式会社に商号（社名）変更。
- 2009年12月29日 - 火の国酒造（旧社名：美少年酒造）の全発行済株式120万株を100%減資のうえ、新たに1600株を重光克昭、エヌ・エル・エー、日本食品機能分析研究所、アイマックの4社へ第三者割当増資。資本金8000万円に変更。
- 2010年11月30日 - 臨時株主総会を経て、神屋直邦が取締役（代表取締役）を辞任。
- 2012年6月20日 - 臨時株主総会を経て、重光克昭（社長）、千堂順子、津崎慎二が取締役（代表取締役）を辞任。中野詔勅が代表取締役に就任[6]。
- 2013年1月23日 - 民事再生手続終結[7]。
- 2013年8月1日 - 株式会社美少年へ事業を全部譲渡。熊本西税務署へ酒類製造免許を返納し酒造事業に幕を下ろした[8]。
- 2014年5月20日 - 熊本地方裁判所より破産開始決定が出される。負債総額は約11億5千万円[9]。

## 事故米・裏金問題
2008年9月、米販売会社「三笠フーズ」のグループ企業の卸売会社「辰之巳」が、工業用の「事故米」を食用として不正に転売していた問題が明らかとなった。美少年酒造が出荷した3万本の日本酒等にも、残留基準の3倍の殺虫剤成分のアセタミプリドが検出されたベトナム産のうるち米を原料として使用していた。そのため、当該原料を使用した可能性のある商品の自主回収が行われた。石破茂農相は、責任は不正を見抜けなかった農林水産省にあるとして、同年9月30日、美少年酒造に対し謝罪した。
2009年3月31日、上記「三笠フーズ」のグループ企業の卸売会社「辰之巳」から、1987年から2007年まで約20年間にわたり多額の裏金を受け取っていたことを社長の緒方直明が記者会見で公表した。すなわち、美少年酒造が酒の原料米として仕入れた一等米を、「辰之巳」に「精米を委託」していたが、「辰之巳」は実際には「その一等米を市場で売却し、三等米などの価格の低い米を購入して精米し、美少年酒造に納入」しており、その売買価格の差額が裏金として三笠フーズ社長より直接美少年酒造社長の元へ届けられていた。

## 商品
2013年7月31日で醸造事業を売却したため、商品はない。